# گوسمان کوسانوف
گوسمان کوسانوف (قزاقی: Ғұсман Сыйттықұлы Қосанов؛ ۲۵ مه ۱۹۳۵ – ۱۹ ژوئیه ۱۹۹۰ (aged 55)) ورزشکار دو و میدانی اهل اتحاد جماهیر شوروی سوسیالیستی بود.
وی همچنین برندهٔ جوایزی همچون نشان پرچم سرخ کار شده‌است.
وی در مسابقات کشوری و بین‌المللی در مجموع برندهٔ ۱ مدال نقره شده‌است.